# Arved Poorten
Arved Poorten (Riga, Letònia, 1836 - Riga, Letònia, 1901) fou un violoncel·lista rus.
Fou alumne de Friedrich Kummer a Dresden, i més tard assistí al Conservatori de Brussel·les, i després va recórrer bona part d'Europa com a concertista, conquerint molts aplaudiments. En acabar aquestes gires, es convertí en membre de la banda imperial russa i professor del Conservatori de Sant Petersburg.
Va publicar diverses composicions per a violí o violoncel, sis Morceau característiques, que aparegueren impreses per ell, i una obra titulada Tournée artístiques dans l'interieur de la Russie (Brussel·les, 1873).